# Eucaliptol

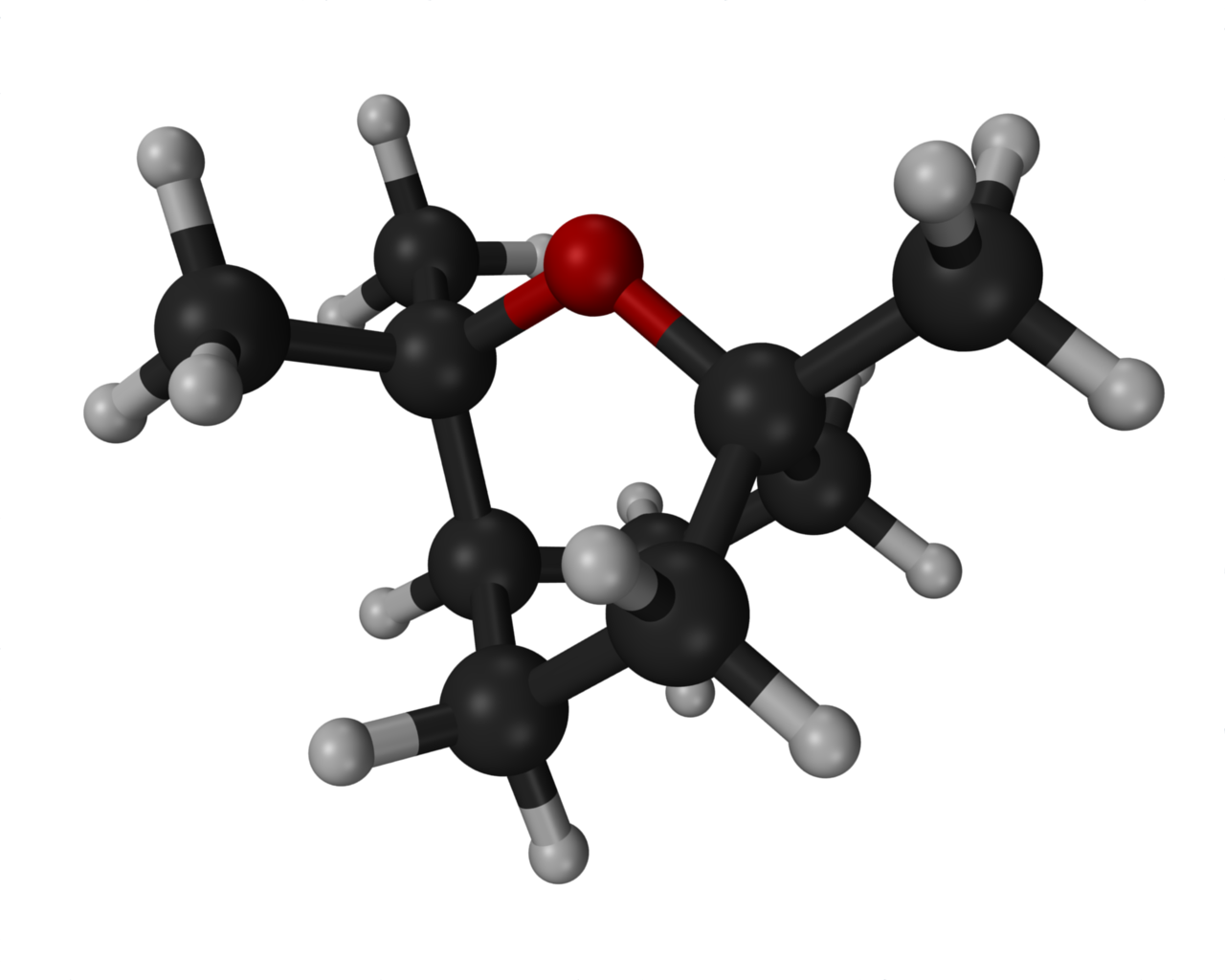
Representação tridimensional de uma molécula de eucaliptol.

O eucaliptol ou cineol é um composto orgânico que se destaca por sua ampla diversidade de propriedades e aplicações. Extraído majoritariamente dos eucaliptos, essa substância incolor e bastante aromática tem sido utilizada há séculos na medicina tradicional e, mais recentemente, em diversos segmentos industriais, incluindo a fabricação de produtos de limpeza, insumos do setor farmacêutico, cosméticos e na produção de alimentos e bebidas.  

## Ocorrência
O eucaliptol é encontrado em abundância em óleos essenciais obtidos a partir da destilação de folhas de diversas espécies de eucaliptos, tais como o Eucalyptus globulus e o Eucalyptus radiata. Além de estar presente nos eucaliptos, essa substância também pode ser encontrada em outras plantas aromáticas, como o alecrim, o manjericão e o tomilho, sendo uma das responsáveis pelos odores distintivos destes vegetais.

## Características Químicas
O eucaliptol possui uma estrutura cíclica com um átomo de oxigênio, conferindo-lhe propriedades polares e apolares. Essa característica única permite que ele interaja com diferentes tipos de moléculas, ampliando seu espectro de aplicações.
Trata-se de um líquido volátil, incolor e com um aroma característico, o qual olfativamente se assemelha ao odor apresentado pela cânfora. É pouco solúvel em água, mas miscível com diversos solventes orgânicos.

## Aplicações Industriais
O eucaliptol é utilizado na produção de medicamentos para o tratamento de doenças respiratórias, como xaropes, inalantes e sprays nasais. É um ingrediente comum em produtos para cuidados pessoais, como shampoos, condicionadores, cremes e sabonetes, devido às suas propriedades antissépticas e refrescantes. Devido à sua ação antimicrobiana, também é frequentemente adicionado a produtos de limpeza, como desinfetantes, sabões e detergentes.
Adicionalmente, pode ser utilizado como aromatizante em alimentos e bebidas, conferindo um sabor refrescante e diferenciado ao produto.

## Benefícios para a saúde e usos terapêuticos
O eucaliptol é um composto versátil com uma longa história de uso na medicina tradicional e em diversas indústrias. Suas propriedades anti-sépticas, anti-inflamatórias e analgésicas o tornam um ingrediente valioso em uma variedade de produtos.
- Propriedades anti-sépticas e anti-inflamatórias: O eucaliptol possui ação antimicrobiana e anti-inflamatória, sendo adotado como coadjuvante no tratamento de diversas infecções respiratórias, como gripes, resfriados e sinusites.[6]
- Expectorante: Auxilia na eliminação do muco das vias aéreas,[7] aliviando a tosse e facilitando a respiração.[6]
- Analgésico: Possui propriedades analgésicas leves, podendo aliviar dores de cabeça e musculares.[6]
- Odontologia: É utilizado em enxaguantes bucais e outros produtos para higiene oral devido à sua ação antisséptica e refrescante. Também é a base de solventes utilizados em procedimentos odontológicos praticados por dentistas.[6]
- Usos em aromaterapia: Essências contendo eucaliptol são amplamente utilizadas em aromaterapia, por meio de dispersores ou saunas, com o objetivo de promover a sensação de bem-estar, aliviar o estresse e melhorar a concentração.[1]

## Toxicidade
O eucaliptol geralmente é considerado seguro quando utilizado de forma adequada. No entanto, como diversas outras substâncias, o eucaliptol pode apresentar riscos quando utilizado em excesso ou de forma inadequada. 
A ingestão de grandes quantidades de eucaliptol pode levar a sintomas como náusea, vômito, diarreia e tontura. Em casos mais graves, pode ocorrer depressão do sistema nervoso central.
Testes em ratos mostram que a dose letal mediana para a ingestão dessa substância é de 2,48 gramas por quilograma de massa corporal. Desta forma, devido à necessidade de grande quantidade de ingestão envolvida, é improvavel que o eucaliptol possa causar algum risco mais significativo de intoxicações graves em humanos adultos. Todavia, algumas reações adversas podem surgir em caso envolvendo a ingestão de menores quantidades ou mesmo durante o contato prolongado da substância com a pele, incluindo irritação, vermelhidão e coceira. Tal risco pode ser minimizado pela utilização de versões mais diluídas deste composto.
Também é importante destacar que algumas pessoas podem apresentar reações alérgicas ao eucaliptol, manifestando sintomas como urticária, inchaço e dificuldade para respirar.